# New Communist Movement
Das New Communist Movement (NCM) (Neue Kommunistische Bewegung) war eine kommunistische Organisation, die in den 1970er und 1980er Jahren vor allem in den Vereinigten Staaten entstand. Die NCM war eine Bewegung der Neuen Linken mit vielen Gruppierungen von Marxisten-Leninisten und Maoisten, die von den kubanischen, chinesischen und vietnamesischen Revolutionen inspiriert waren. Wichtige Themen waren der Widerstand gegen Rassismus und Sexismus, die Solidarität mit den unterdrückten Völkern der Dritten Welt und die Errichtung des Sozialismus durch eine Volksrevolution. Nach Angaben des NCM-Aktivisten Max Elbaum hatte die Bewegung auf ihrem Höhepunkt schätzungsweise 10.000 Kadermitglieder.

## Geschichte

### Ursprünge
In vielen der frühen Gruppierungen des NCM waren ehemalige Mitglieder der Studentenorganisation Students for a Democratic Society (SDS) der Neuen Linken aktiv. Das NCM entstand aus zahlreichen unterschiedlichen Bewegungen in den Vereinigten Staaten der späten 1960er Jahren. Laut dem NCM-Aktivisten Max Elbaum waren dies die Black Panther Party, die Students for a Democratic Society und die Progressive Labor Party.

### Revolutionary Union/Revolutionary Communist Party
Eine der prominentesten Gruppen der NCM war die Bay Area Revolutionary Union (später abgekürzt Revolutionary Union – RU), die von den Aktivisten Steve Hamilton, Leibel Bergman, Bob Avakian und Bruce Franklin gegründet wurde und die meisten ihrer Mitglieder aus radikalen Studenten des SDS gewann.
Die RU organisierte sich auf der Grundlage einer revolutionären, antirevisionistischen, marxistisch-leninistisch-maoistischen Parteilinie, wobei der Schwerpunkt auf dem Befreiungskampf der Schwarzen und der Befreiung aller kolonisierten Völker innerhalb und außerhalb der Vereinigten Staaten lag. Diese politische Philosophie wurde 1969 in einer Broschüre mit dem Titel The Red Papers (später bekannt als Red Papers I, nach späteren Veröffentlichungen) dargelegt.
In den 1970er Jahren begann die RU, innerhalb der Anti-Vietnamkriegs-Organisation Vietnam Veterans Against the War/Winter Soldier Organization (VVAW/WUO) an Einfluss zu gewinnen. Im April 1975 stimmte der von der RU dominierte Nationalrat für die umstrittene Eingliederung in die RU, was dazu führte, dass eine große Zahl von Mitgliedern die VVAW/WUO verließ. Im darauf folgenden September stimmte die RU offiziell für ihre Auflösung und die Wiedereingliederung in die Revolutionäre Kommunistische Partei der USA.

### October League
Die Vorgängerorganisation der Kommunistischen Partei (Marxisten-Leninisten), die October League (Marxisten-Leninisten) (OL), wurde 1971 von mehreren lokalen Gruppen gegründet, von denen viele aus der radikalen Studentenorganisation Students for a Democratic Society hervorgegangen waren, als sich der SDS 1969 auflöste. Michael Klonsky, der in den späten 1960er Jahren ein nationaler Führer des SDS gewesen war, wurde der Hauptführer der KP(M-L).
Die October League ging aus der Gruppierung Revolutionary Youth Movement II im Zuge der SDS-Spaltung hervor. In den frühen 1970er Jahren vertrat die OL Positionen, die im Widerspruch zu den meisten Linken in den USA standen, darunter die Ablehnung der Homosexuellenbefreiung und die Unterstützung des Schahs von Iran, dessen Regime sie als Bollwerk gegen den sowjetischen Sozialimperialismus betrachtete.
Die OL gewann Einfluss in einigen der etablierten Bürgerrechtsorganisationen, darunter die Southern Christian Leadership Conference und der Southern Conference Educational Fund, die unter dem Einfluss der moskauorientierten Kommunistischen Partei der USA standen.
Ende 1975 organisierten sie eine „National Fight Back Conference“ mit 1.000 Teilnehmern, an der auch Vertreter der 29. August-Bewegung, des Congress of Afrikan People und des Marxist-Leninist Organizing Committee of San Francisco teilnahmen. Die Jugendgruppe der OL war die Communist Youth Organization.

### Massaker von Greensboro
Am 3. November 1979 wurden beim sogenannten Massaker von Greensboro vier Mitglieder der Communist Workers' Party (CWP) und ein männlicher Demonstrant während eines von der CWP organisierten Protestmarsches „Tod dem Klan“ von Mitgliedern des Ku-Klux-Klans und der American Nazi Party (ANP) getötet. Der Veranstaltung waren aufrührerische Reden von beiden Seiten vorausgegangen. Das CWP war ursprünglich nach Greensboro gekommen, um die Arbeiterrechtsbewegung der überwiegend schwarzen Textilarbeiter in der Region zu unterstützen. Der Marsch war ein Teil dieser größeren Bemühungen. Die Polizeibehörde der Stadt Greensboro hatte einen Informanten innerhalb der KKK- und ANP-Gruppe, der sie darüber informierte, dass der Klan zu bewaffneter Gewalt bereit war.

### Rainbow Coalition
Die Rainbow Coalition (Regenbogenkoalition) war eine multikulturelle Bewegung, die am 4. April 1969 in Chicago, Illinois, von Fred Hampton von der Black Panther Party zusammen mit William „Preacherman“ Fesperman von der Young Patriots Organization und Jose Cha Cha Jimenez, dem Gründer der Young Lords, gegründet wurde. Sie war die erste von mehreren von Schwarzen geführten Organisationen des 20. Jahrhunderts, die das Konzept der „Regenbogenkoalition“ verwendete.

### 1970er und 1980er Jahre
Als eine seiner letzten Initiativen hatte der SDS begonnen, seine studentische Orientierung zu wechseln und sich in Arbeitervierteln zu organisieren. Radikale militante Gruppen wie Weather Underground werden als Teilnehmer der Bewegung anerkannt. Einige ehemalige Mitglieder bauten in der Folge lokale Organisationen auf, die den Trend fortsetzten und versuchten, in den Schriften von Wladimir Lenin, Mao Zedong und Josef Stalin theoretischen Rückhalt für ihre Arbeit zu finden. Der Maoismus wurde damals als revolutionärer angesehen als die von der Sowjetunion nach Stalin vertretene Form des Kommunismus. Infolgedessen bezeichneten die meisten NCM-Organisationen ihre Ideologie als Marxismus-Leninismus-Mao-Zedong-Theorie und lehnten die „Entartung“ des Sozialismus in der damaligen Sowjetunion ab.
Ähnlich wie die allgemeine Tendenz der Neuen Linken in den späten 1960er Jahren lehnten diese neuen Organisationen die Kommunistische Partei der USA nach 1956 als revisionistisch oder antirevolutionär ab und lehnten auch den Trotzkismus und die Socialist Workers Party wegen ihrer theoretischen Opposition zum Maoismus ab.
Die Gruppen, die aus ehemaligen Studenten bestanden, versuchten, Verbindungen zur Arbeiterklasse herzustellen, indem sie Arbeit in Fabriken und in der Schwerindustrie fanden, aber sie tendierten auch zum Dritte-Welt-Gedanken und unterstützten nationale Befreiungsfronten verschiedener Art, darunter die Black Panther Party (damals bereits im Niedergang begriffen), die kubanische Revolution und die Nationale Front für die Befreiung Südvietnams. Die Organisationen der NCM setzten sich für die nationale Selbstbestimmung der meisten ethnischen Gruppen in den Vereinigten Staaten ein, insbesondere der Afroamerikaner und der Menschen lateinamerikanischer Herkunft. Diese Organisationen setzten sich mit Problemen des Sexismus und Rassismus auseinander, indem sie sich zum Teil vehement für Selbstbestimmung und Identitätspolitik einsetzten, und waren der Meinung, dass sie sich mit Problemen befassten, die ihrer Meinung nach in den Gruppen der 1960er Jahre nicht angesprochen worden waren. Verschiedene NCM-Gruppen kamen jedoch auf ganz unterschiedlichen Wegen zu dieser ähnlichen Schlussfolgerung.
In den ersten Jahren bildeten die NCM-Organisationen einen losen Zusammenschluss der linken Politik der Vereinigten Staaten, schlossen sich aber nie zu einer einzigen Organisation zusammen. Im Laufe der Zeit konkurrierten die einzelnen Organisationen immer mehr untereinander und denunzierten sich zunehmend gegenseitig. Streitpunkte waren häufig die Haltung gegenüber den Nachfolgern Maos und die internationalen Auseinandersetzungen zwischen der Sowjetunion und China, z. B. über den angolanischen Bürgerkrieg. Die Revolutionary Union organisierte 1975 den Gründungskongress der Revolutionary Communist Party USA.
Die October League organisierte den Gründungskongress der Communist Party (Marxisten-Leninisten) im Jahr 1977. In dieser Zeit gründeten auch einige andere Organisationen der NCM neue kommunistische Parteien.
Im Gegensatz zu den meisten NCM-Gruppen wurde die Dodge Revolutionary Union Movement (DRUM), aus der sich die League of Revolutionary Black Workers (LRBW) entwickelte, nicht von studentischen Aktivisten, sondern von Fabrikarbeitern gegründet. Die AFL-CIO-Führung unterstützte den Vietnamkrieg und versuchte, Streiks zu vermeiden, aber die Gewerkschaftsmitglieder durchschauten dies und organisierten unabhängig voneinander eine Reihe wilder Streiks. Radikale Marxisten und andere afroamerikanische Autoarbeiter gründeten daraufhin DRUM. Von 1968 bis 1971 agierten DRUM und die Liga als Doppelgewerkschaft mit schwarzer Führung innerhalb der United Auto Workers. Ende der 1970er Jahre wurde eine Gruppe mit der Bezeichnung „May 19th Communist Organization“ gegründet, die eine Bombenkampagne startete.
1979, nach der Veröffentlichung von Enver Hoxhas Buch Imperialismus und die Revolution und anderer Kritik am Maoismus aus Albanien, sagten sich einige Gruppen vom Maoismus los und vertraten eine „orthodoxe marxistisch-leninistische“ Linie, welche derjenigen der albanischen Kommunisten ähnelte. Viele dieser Gruppen wie das Marxist-Leninist Organizing Committee und das Sunrise Collective schlossen sich zu einer gemeinsamen Erklärung gegen die Einstellung der chinesischen Hilfe für Albanien zusammen. Die U.S. Marxist-Leninist Party, früher die Central Organization of U.S. Marxist-Leninists, wurde zur wichtigsten anerkannten Avantgardepartei in den Vereinigten Staaten, die von Albanien unterstützt wurde, obwohl die albanische Hilfe für die amerikanischen Kommunisten wegen der Angst vor CIA-Infiltration minimal war. Andere Gruppen wie die Red Dawn Organization und das Pacific Collective (Marxist-Leninist) trafen sich 1979 mit ähnlich pro-albanischen Gruppen und versuchten, sich zu vereinigen und eine einzige kommunistische Partei zu gründen.

## Erbe
Die Neue Kommunistische Bewegung als Ganzes wurde in den 1980er Jahren immer kleiner. Die militante Kommunistische Organisation des 19. Mai wurde aufgelöst. Einige Organisationen lösten sich Anfang der 1980er Jahre auf, wie die Kommunistische Partei (Marxistisch-Leninistisch). Die Revolutionary Communist Party USA blieb als ursprüngliches Produkt der Neuen Linken bestehen. Die Revolutionary Workers Headquarters und die Proletarian Unity League schlossen sich 1985 zur Freedom Road Socialist Organization (FRSO) zusammen, und verschiedene andere Kollektive und Organisationen der neuen kommunistischen Bewegung gingen später in der FRSO auf. Im Jahr 1999, spaltete sich die FRSO in zwei Organisationen auf, die beide bis 2019 den Namen Freedom Road Socialist Organization verwenden.
Die Gruppen und Einzelpersonen, die diese Bewegung vertraten, standen der Homosexualität und Homosexuellen durchweg feindselig gegenüber, was sowohl die Homophobie in den Vereinigten Staaten als auch homophobe Tendenzen in der größeren internationalen marxistisch-leninistischen Bewegung widerspiegelte, obwohl der Aktivismus für die Rechte von Homosexuellen ein früher Bestandteil der Neuen Linken war. Die Revolutionary Union betrachtete Homosexualität als „eine individuelle Antwort auf männliche Vorherrschaft und männlichen Chauvinismus“.

### Stellung gegenüber den Roten Khmer
Der anarcho-kommunistische Libcom.org-Mitarbeiter Loren Goldner kritisierte das Erbe des NCM in einer Rezension von Max Elbaums Publikation Revolution in the Air scharf und beschuldigte sowohl Elbaum als auch die breitere NCM-Bewegung, das Regime der Roten Khmer zu unterstützen, das von 1975 bis 1979 die Kontrolle über Kambodscha innehatte, bevor es im kambodschanisch-vietnamesischen Krieg von der Sozialistischen Republik Vietnam gestürzt wurde. In einer Ausgabe von The Call aus dem Jahr 1978 rief der Herausgeber Dan Burstein zur Solidarität zwischen amerikanischen Aktivisten und dem Regime der Roten Khmer auf.

### Stellung gegenüber dem Leuchtenden Pfad
Die Revolutionary Communist Party unterstützte den Leuchtenden Pfad, eine maoistische revolutionäre Gruppe, die aus der Kommunistischen Partei Perus (PCP) hervorging. Im Jahr 1980 begann der Leuchtende Pfad einen „Volkskrieg“ gegen den peruanischen Staat, der seither rund 70.000 Tote gefordert hat. Die Gruppe wurde wegen ihrer Menschenrechtsverletzungen weithin verurteilt.

## Organisationen

### Vorläuferorganisationen
- Provisional Organizing Committee for a Communist Party
- Bay Area Revolutionary Union
- Black Panther Party
- Dodge Revolutionary Union Movement
- Revolutionary Youth Movement II
- Students for a Democratic Society (SDS)
- Young Pioneers of America
- Communist Party, USA
- Progressive Labor Party
- Peace and Freedom Party

### Organisation der 1970er und 1980er Jahre
- Young Patriots Organization
- Black Panther Party
- Committee for a Proletarian Party
- Communist Organization, Bay Area
- Communist Labor Party of North America
- Communist Party (Marxist–Leninist)
- Communist Workers Party
- Georgia Communist League
- League of Revolutionary Struggle
- Marxist-Leninist Party, USA
- May 19th Communist Organization
- National Guardian
- National Labor Federation
- October League
- Organization for Revolutionary Unity
- Proletarian Unity League
- Revolutionary Communist Party, USA
- Revolutionary Union
- Revolutionary Workers Headquarters
- Revolutionary Workers Organization
- Sojourner Truth Organization
- Venceremos Organization
- Weather Underground

### Derzeitige nachgeordnete Organisationen
- Freedom Road Socialist Organization
- Revolutionary Communist Party, USA
- Progressive Labor Party[16]

## Mitglieder

### Revolutionary Union/Revolutionary Communist Party (1968–heute)
- Steve Hamilton
- Bob Avakian, present Chairman
- Leibel Bergman
- H. Bruce Franklin

### Communist Workers Party
- Michael Nathan
- James Michael Waller

### Black Liberation Army
- Assata Shakur

### October League
- Lynn Wells

### Weather Underground Organization
- Bill Ayers
- Bernardine Dohrn
- David Gilbert
- Kathy Boudin

### Andere
- General Baker
- Irwin Silber, Herausgeber des Guardian
- Marian Kramer
- Lynn Wells
- George Jackson
- Max Elbaum
- Angela Davis, Mitglied der Black Panther Party, Präsidentschaftskandidatin der CPUSA.
- Harry Hay, prominentes Mitglied der Gay Liberation Front, Mattachine Society und der Radical Fairies.

### Bücher
- Aaron J. Leonard und Connor A. Gallagher: Heavy Radicals – The FBI's Secret War on America's Maoists: The Revolutionary Union / Revolutionary Communist Party 1968–1980. (Zero Books, 2018)
- Bob Avakian: From Ike to Mao and Beyond: My Journey from Mainstream America to Revolutionary Communist: A Memoir (Insight Press, 2005)
- Julia Lovell: Maoism: A Global History. (Borzoi Books, 2019). ISBN 978-1-84792-250-2.
- Max Elbaum: Revolution in the Air: Sixties Radicals Turn to Lenin, Mao, and Che. (London: Verso, 2003).
- Signe Waller: Love And Revolution: A Political Memoir: People's History Of The Greensboro Massacre, Its Setting And Aftermath. London & New York: Rowman & Littlefield. 2002, ISBN 0-7425-1365-3.

### Aufsätze
- Paul Saba: Theoretical Practice in the New Communist Movement: An Interview with Paul Saba. Viewpoint Magazine, 25. August 2015.
- Micah Uetrich: „What Today's Socialists Can Learn From the 1970s New Communist Movement: An interview with Max Elbaum, author of Revolution in the Air.“ In These Times, 16. August 2018.
- Micah Uetricht: Learning from the New Communist Movement. Jacobin. 20. September 2018.
- Ethan Young: Everything You Wanted to Ask About Sects ... But Were Afraid to Know. Jacobin. 20. Juli 2018.
- Max Harman: „The Sect System“. Libcom. 19. März 2018.
- Aaron J. Leonard: The Missing Chapter in the History of America's Sixties Radicals. History News Network, 22. Februar 2015.

#### Primärquellen
- The Movement for a Revolutionary Left: The New Communist Movement: An Obituary. „Marxists.org.“ März 1981.
- RCYM: Take the War to the People. The Revolutionary Youth Movement newspaper, 1969.